# حور بلسمي
حور بلسمي  (الاسم العلمي:Populus balsamifera) هي نوع نباتي يتبع جنس الحور من الفصيلة الصفصافية.